# The Nature of the Beast
The Nature of the Beast és una pel·lícula dramàtica britànica de 1988, dirigida per Franco Rosso. La pel·lícula està basada en la novel·la homònima de 1985 de Janni Howker. La pel·lícula es va estrenar el 20 de febrer de 1988 al Festival Internacional de Cinema de Berlín.

## Història
Quan l'adolescent Bill Coward de Lancashire escolta històries sobre un animal desconegut que mata el bestiar de la ciutat a la nit, va a caçar per matar-lo.

## Repartiment
| Actor            | Personatge  |
| ---------------- | ----------- |
| Lynton Dearden   | Bill Coward |
| Paul Simpson     | Mick Dalton |
| Tony Melody      | Chunder     |
| Freddie Fletcher | Ned Coward  |
| Dave Hill        | Oggy        |
| Roberta Kerr     | Mrs. Dalton |

## Producció
La pel·lícula es va rodar a Accrington al comtat de Lancashire. Lynton Dearden va ser seleccionat per al paper principal després de les audicions dels escolars locals. La pel·lícula va rebre tres estrelles i mitja de VPRO Cinema. Fou exhibida a la secció Zabaltegi del Festival Internacional de Cinema de Sant Sebastià 1988.